# Oculus Rift S

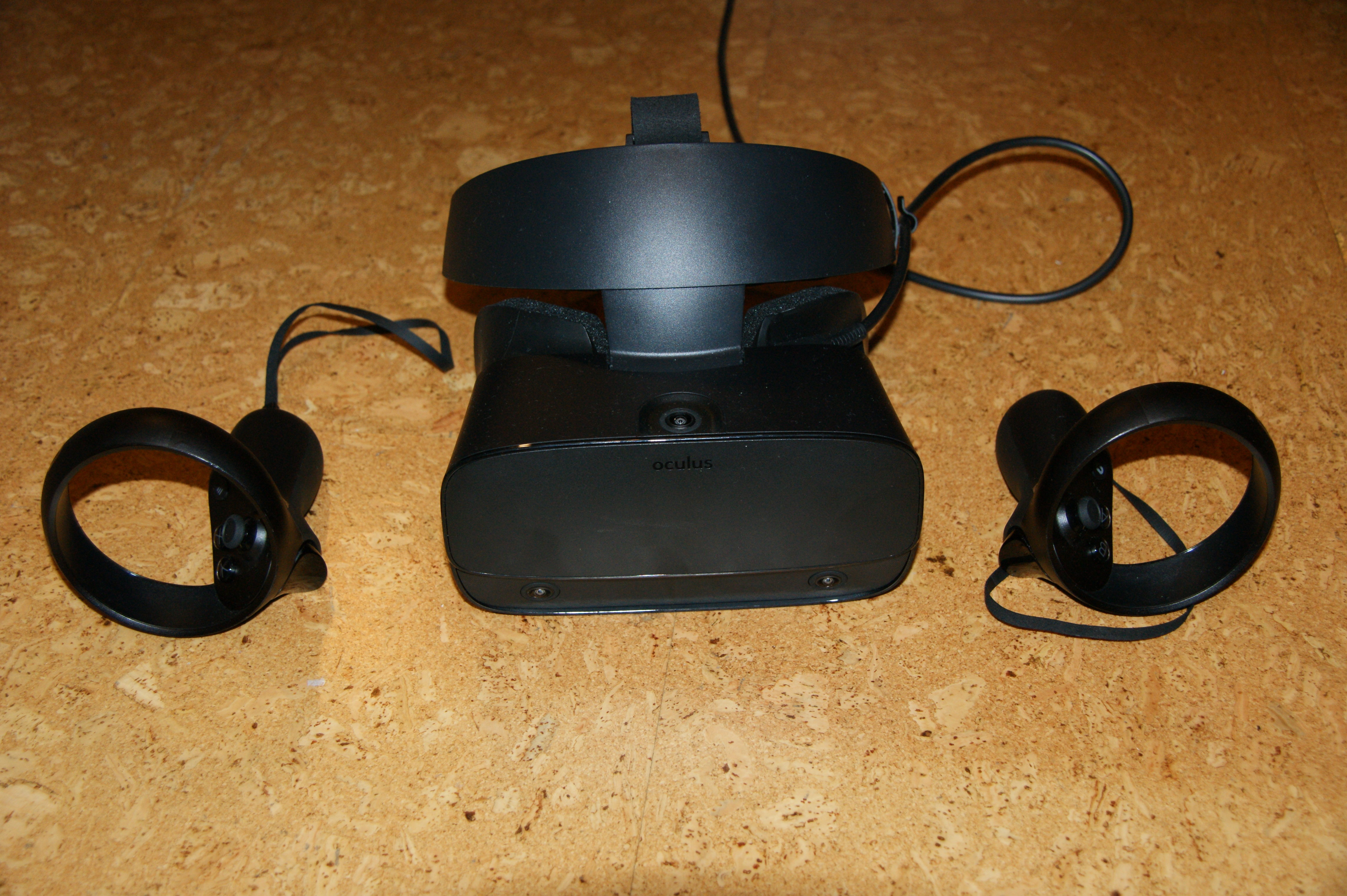
Oculus Rift S本体与左右控制器

Oculus Rift S是联想科技与Meta（原Facebook）旗下品牌Oculus共同开发的一款虚拟现实眼镜。
Rift S于2020年的9月被宣布并于5月发布。它是Oculus Rift CV1的继承者，并相比起其原型的外观有着显著的变化。其相较于CV1的更新包括一个新的类似于Oculus Quest的由内而外位置跟踪系统，一个更高分辨率的显示器，以及一个新的“光环”头带。
Rift S收到的评价褒贬不一。VR设备评论家称赞了新的光环头带与跟踪系统对舒适性和易用性的改良，但也指出了Rift S相较于CV1并没有变革性的提升。Rift S其他常受批评的方面包括其较低的刷新率以及对瞳孔间距硬件调整的缺乏。